# Lars Huldgaard
Lars Huldgaard Christensen (født 1. februar 1989) var en dansk fodboldspiller (angriber). Han startede ungdomsårene i SUB Sønderborg, og inden han underskrev en kontrakt med Silkeborg IF, har han spillet én U-19 landskamp. Hans trøjenummer er 24.
Lars Huldgaard er erklæret fodboldinvalid efter en diskusprolaps